# Efferia auripila
Efferia auripila este o specie de muște din genul Efferia, familia Asilidae. A fost descrisă pentru prima dată de James Stewart Hine în anul 1916.
Este endemică în Texas. Conform Catalogue of Life specia Efferia auripila nu are subspecii cunoscute.